# Akom I
Pour les articles homonymes, voir Akom.
Akom I est un village du Cameroun situé dans la région du Sud et le département de l'Océan, sur la route qui relie Akom II à Kribi. Il fait partie de la commune de Niété.

## Population
En 1967, la population était de 176 habitants, principalement des Boulou. Lors du recensement de 2005, on y dénombrait 273 personnes.